# Leon Haslam
Leon Lloyd Haslam (London Borough of Ealing, Londres, Inglaterra, 31 de mayo de 1983) es un piloto de motociclismo británico que corre en el Campeonato Mundial de Superbikes con el equipo Team HRC. Es hijo del también piloto de motociclismo Ron Haslam.

## Resultados

### Campeonato del Mundo de Motociclismo
Sistema de puntuación de 1993 hasta 2022:
| Posición | 1.º | 2.º | 3.º | 4.º | 5.º | 6.º | 7.º | 8.º | 9.º | 10.º | 11.º | 12.º | 13.º | 14.º | 15.º |
| Puntos   | 25  | 20  | 16  | 13  | 11  | 10  | 9   | 8   | 7   | 6    | 5    | 4    | 3    | 2    | 1    |

#### Por temporada
| Temp. | Cat.  | Moto    | Equipo              | Carreras | Victorias | Podios | Poles | V.Ráp. | Pts | Pos  |
| ----- | ----- | ------- | ------------------- | -------- | --------- | ------ | ----- | ------ | --- | ---- |
| 1998  | 125cc | Honda   |                     | 1        | 0         | 0      | 0     | 0      | 0   | NC   |
| 1999  | 125cc | Honda   |                     | 1        | 0         | 0      | 0     | 0      | 0   | NC   |
| 2000  | 125cc | Italjet | Italjet Moto        | 15       | 0         | 0      | 0     | 0      | 6   | 27.º |
| 2001  | 500cc | Honda   | Shell Advance Honda | 13       | 0         | 0      | 0     | 0      | 13  | 19.º |
| 2002  | 250cc | Honda   | Cibertel Honda BQR  | 16       | 0         | 0      | 0     | 0      | 19  | 18.º |
| Total |       |         |                     | 46       | 0         | 0      | 0     | 0      | 38  |      |

#### Por categoría
| Categoría | Temporada | 1.º Gran Premio   | 1.º Podio | 1.º Victoria | Carreras | Victorias | Podios | Poles | VR | Pts | CM |
| --------- | --------- | ----------------- | --------- | ------------ | -------- | --------- | ------ | ----- | -- | --- | -- |
| 125cc     | 1998-2000 | Gran Bretaña 1998 |           |              | 17       | 0         | 0      | 0     | 0  | 6   | 0  |
| 250cc     | 2002      | Japón 2002        |           |              | 16       | 0         | 0      | 0     | 0  | 19  | 0  |
| 500cc     | 2001      | Japón 2001        |           |              | 13       | 0         | 0      | 0     | 0  | 13  | 0  |

#### Carreras por año
(Clave) (negrita indica pole position) (cursiva indica vuelta rápida)

| Año  | Clase | Moto    | 1       | 2      | 3       | 4       | 5       | 6      | 7       | 8      | 9       | 10      | 11      | 12      | 13      | 14      | 15      | 16     | Pos  | Pts |
| ---- | ----- | ------- | ------- | ------ | ------- | ------- | ------- | ------ | ------- | ------ | ------- | ------- | ------- | ------- | ------- | ------- | ------- | ------ | ---- | --- |
| 1998 | 125cc | Honda   | JPN -   | MAL -  | SPA -   | ITA -   | FRA -   | MAD -  | NED -   | GBR 17 | GER -   | CZE -   | IMO -   | CAT -   | AUS -   | ARG -   |         |        | NC   | 0   |
| 1999 | 125cc | Honda   | MAL -   | JPN -  | SPA -   | FRA -   | ITA -   | CAT -  | NED -   | GBR 19 | GER -   | CZE -   | IMO -   | VAL -   | AUS -   | RSA -   | BRA -   | ARG -  | NC   | 0   |
| 2000 | 125cc | Italjet | RSA 22  | MAL 19 | JPN Ret | SPA 17  | FRA DNQ | ITA 22 | CAT 10  | NED 18 | GBR 19  | GER Ret | CZE 17  | POR Ret | VAL 22  | BRA Ret | PAC Ret | AUS 17 | 27.º | 6   |
| 2001 | 500cc | Honda   | JPN 13  | RSA 17 | SPA 16  | FRA DNS | ITA -   | CAT WD | NED 13  | GBR 17 | GER Ret | CZE Ret | POR Ret | VAL 16  | PAC 15  | AUS 19  | MAL 15  | BRA 11 | 19.º | 13  |
| 2002 | 250cc | Honda   | JPN Ret | RSA 15 | ESP 19  | FRA Ret | ITA 18  | CAT 18 | NED Ret | GBR 17 | GER 13  | CZE 17  | POR 7   | BRA 10  | PAC Ret | MAL 17  | AUS 18  | VAL 17 | 18.º | 19  |

### Campeonato Mundial de Superbikes

#### Por temporada
| Temp. | Moto     | Equipo                           | Carreras | Victorias | Podios | Poles | V.Ráp. | Pts  | Pos  |
| ----- | -------- | -------------------------------- | -------- | --------- | ------ | ----- | ------ | ---- | ---- |
| 2003  | Ducati   | Renegade Ducati                  | 6        | 0         | 0      | 0     | 0      | 35   | 21.º |
| 2004  | Ducati   | Renegade Ducati                  | 22       | 0         | 1      | 0     | 0      | 169  | 8.º  |
| 2008  | Honda    | HM Plant Honda                   | 4        | 0         | 1      | 0     | 0      | 33   | 22.º |
| 2009  | Honda    | Stiggy Motorsport Honda          | 28       | 0         | 4      | 0     | 1      | 241  | 6.º  |
| 2010  | Suzuki   | Team Suzuki Alstare              | 26       | 3         | 14     | 1     | 2      | 376  | 2.º  |
| 2011  | BMW      | BMW Motorrad Motorsport          | 26       | 0         | 3      | 0     | 0      | 224  | 5.º  |
| 2012  | BMW      | BMW Motorrad Motorsport          | 27       | 0         | 5      | 0     | 1      | 200  | 8.º  |
| 2013  | Honda    | Pata Honda World Superbike       | 20       | 0         | 5      | 0     | 0      | 91   | 13.º |
| 2014  | Honda    | Pata Honda World Superbike       | 24       | 0         | 1      | 0     | 0      | 187  | 7.º  |
| 2015  | Aprilia  | Aprilia Racing Team – Red Devils | 26       | 2         | 9      | 2     | 2      | 332  | 4.º  |
| 2016  | Kawasaki | Pedercini Racing                 | 2        | 0         | 0      | 0     | 0      | 16   | 20.º |
| 2017  | Kawasaki | Kawasaki Puccetti Racing         | 2        | 0         | 1      | 0     | 0      | 20   | 23.º |
| 2018  | Kawasaki | Kawasaki Puccetti Racing         | 4        | 0         | 0      | 0     | 0      | 14   | 20.º |
| 2019  | Kawasaki | Kawasaki Racing Team             | 37       | 0         | 6      | 0     | 0      | 281  | 7.º  |
| 2020  | Honda    | Team HRC                         | 24       | 0         | 0      | 0     | 0      | 113  | 10.º |
| 2021  | Honda    | Team HRC                         | 35       | 0         | 0      | 0     | 0      | 134  | 13.º |
| Total |          |                                  | 313      | 5         | 45     | 3     | 6      | 2466 |      |

- * Temporada en curso.

#### Carreras por año
(Clave) (negrita indica pole position) (cursiva indica vuelta rápida)

| Año  | Moto     | 1       | 1      | 2       | 2      | 3       | 3       | 4      | 4       | 5       | 5       | 6       | 6       | 7      | 7       | 8       | 8       | 9       | 9       | 10     | 10     | 11      | 11      | 12      | 12      | 13     | 13      | 14      | 14      | Pos. | Pts |
| Año  | Moto     | R1      | R2     | R1      | R2     | R1      | R2      | R1     | R2      | R1      | R2      | R1      | R2      | R1     | R2      | R1      | R2      | R1      | R2      | R1     | R2     | R1      | R2      | R1      | R2      | R1     | R2      | R1      | R2      | Pos. | Pts |
| ---- | -------- | ------- | ------ | ------- | ------ | ------- | ------- | ------ | ------- | ------- | ------- | ------- | ------- | ------ | ------- | ------- | ------- | ------- | ------- | ------ | ------ | ------- | ------- | ------- | ------- | ------ | ------- | ------- | ------- | ---- | --- |
| 2003 | Ducati   | SPA     | SPA    | AUS     | AUS    | JPN     | JPN     | ITA    | ITA     | GER     | GER     | GBR     | GBR     | SMR    | SMR     | USA     | USA     | GBR Ret | GBR 10  | NED 6  | NED 7  | ITA     | ITA     | FRA Ret | FRA 6   |        |         |         |         | 21.º | 35  |
| 2004 | Ducati   | SPA 5   | SPA 9  | AUS Ret | AUS 10 | SMR 11  | SMR 5   | ITA 5  | ITA 4   | GER 7   | GER 3   | GBR 5   | GBR 4   | USA 9  | USA Ret | EUR Ret | EUR Ret | NED 6   | NED 6   | ITA 10 | ITA 12 | FRA 7   | FRA 6   |         |         |        |         |         |         | 8.º  | 169 |
| 2008 | Honda    | QAT     | QAT    | AUS     | AUS    | SPA     | SPA     | NED    | NED     | ITA     | ITA     | USA     | USA     | GER    | GER     | SMR     | SMR     | CZE     | CZE     | GBR    | GBR    | EUR 8   | EUR Ret | ITA     | ITA     | FRA    | FRA     | POR 7   | POR 3   | 22.º | 33  |
| 2009 | Honda    | AUS 6   | AUS 3  | QAT 11  | QAT 11 | SPA 5   | SPA 5   | NED 3  | NED 2   | ITA Ret | ITA 7   | RSA Ret | RSA 4   | USA 10 | USA Ret | SMR 12  | SMR 8   | GBR 4   | GBR 2   | CZE 7  | CZE 12 | GER 6   | GER 5   | ITA 6   | ITA 8   | FRA 5  | FRA 5   | POR Ret | POR Ret | 6.º  | 241 |
| 2010 | Suzuki   | AUS 1   | AUS 2  | POR 2   | POR 2  | SPA 1   | SPA 4   | NED 11 | NED 2   | ITA 4   | ITA 2   | RSA 3   | RSA 1   | USA 2  | USA Ret | SMR 8   | SMR 2   | CZE 8   | CZE 10  | GBR 3  | GBR 4  | GER 6   | GER 3   | ITA 5   | ITA Ret | FRA 2  | FRA 10  |         |         | 2.º  | 376 |
| 2011 | BMW      | AUS 3   | AUS 5  | EUR 4   | EUR 4  | NED 12  | NED 5   | ITA 3  | ITA Ret | USA 8   | USA 13  | SMR Ret | SMR 5   | SPA 9  | SPA 9   | CZE 8   | CZE 7   | GBR 4   | GBR 8   | GER 5  | GER 9  | ITA Ret | ITA 5   | FRA 3   | FRA 4   | POR 9  | POR 15  |         |         | 5.º  | 224 |
| 2012 | BMW      | AUS 12  | AUS 5  | ITA 3   | ITA 3  | NED Ret | NED 5   | ITA C  | ITA 2   | EUR 2   | EUR 15  | USA 10  | USA 8   | SMR 12 | SMR 3   | SPA 7   | SPA 6   | CZE 7   | CZE 7   | GBR 6  | GBR 17 | RUS 6   | RUS Ret | GER 7   | GER Ret | POR 19 | POR Ret | FRA 5   | FRA Ret | 8.º  | 200 |
| 2013 | Honda    | AUS 7   | AUS 10 | SPA 9   | SPA 9  | NED DNS | NED DNS | ITA    | ITA     | GBR DNS | GBR DNS | POR Ret | POR DNS | ITA 10 | ITA 9   | RUS Ret | RUS C   | GBR 7   | GBR Ret | GER 7  | GER 13 | TUR 9   | TUR 8   | USA Ret | USA 11  | FRA 8  | FRA Ret | SPA Ret | SPA Ret | 13.º | 91  |
| 2014 | Honda    | AUS Ret | AUS 6  | SPA 9   | SPA 8  | NED 8   | NED 5   | ITA 10 | ITA 8   | GBR 8   | GBR 7   | MAL 7   | MAL 11  | SMR 10 | SMR 12  | POR 11  | POR 5   | USA 7   | USA 7   | SPA 7  | SPA 8  | FRA 6   | FRA 3   | QAT 11  | QAT 10  |        |         |         |         | 7.º  | 187 |
| 2015 | Aprilia  | AUS 2   | AUS 1  | THA 2   | THA 2  | SPA 4   | SPA 3   | NED 4  | NED 4   | ITA 4   | ITA Ret | GBR 4   | GBR 4   | POR 12 | POR 3   | SMR 5   | SMR 3   | USA 13  | USA 5   | MAL 7  | MAL 6  | SPA 5   | SPA 3   | FRA 16  | FRA 5   | QAT 6  | QAT 1   |         |         | 4.º  | 332 |
| 2016 | Kawasaki | AUS     | AUS    | THA     | THA    | SPA     | SPA     | NED    | NED     | ITA     | ITA     | MAL     | MAL     | GBR    | GBR     | ITA     | ITA     | USA     | USA     | GER    | GER    | FRA     | FRA     | SPA     | SPA     | QAT 11 | QAT 5   |         |         | 20.º | 16  |
| 2017 | Kawasaki | AUS     | AUS    | THA     | THA    | SPA     | SPA     | NED    | NED     | ITA     | ITA     | GBR 2   | GBR Ret | ITA    | ITA     | USA     | USA     | GER     | GER     | POR    | POR    | FRA     | FRA     | SPA     | SPA     | QAT    | QAT     |         |         | 23.º | 20  |
| 2018 | Kawasaki | AUS     | AUS    | THA     | THA    | SPA     | SPA     | NED    | NED     | ITA 9   | ITA 16  | GBR 9   | GBR Ret | CZE    | CZE     | USA     | USA     | ITA     | ITA     | POR    | POR    | FRA     | FRA     | ARG     | ARG     | QAT    | QAT     |         |         | 20.º | 14  |

| Año  | Marca    | 1      | 1      | 1       | 2      | 2      | 2      | 3      | 3      | 3       | 4      | 4      | 4     | 5     | 5      | 5      | 6      | 6       | 6      | 7       | 7      | 7       | 8      | 8     | 8       | 9       | 9     | 9      | 10     | 10    | 10     | 11      | 11      | 11    | 12     | 12     | 12     | 13      | 13    | 13      | Pos. | Pts |
| Año  | Marca    | R1     | CS     | R2      | R1     | CS     | R2     | R1     | CS     | R2      | R1     | CS     | R2    | R1    | CS     | R2     | R1     | CS      | R2     | R1      | CS     | R2      | R1     | CS    | R2      | R1      | CS    | R2     | R1     | CS    | R2     | R1      | CS      | R2    | R1     | CS     | R2     | R1      | CS    | R2      | Pos. | Pts |
| ---- | -------- | ------ | ------ | ------- | ------ | ------ | ------ | ------ | ------ | ------- | ------ | ------ | ----- | ----- | ------ | ------ | ------ | ------- | ------ | ------- | ------ | ------- | ------ | ----- | ------- | ------- | ----- | ------ | ------ | ----- | ------ | ------- | ------- | ----- | ------ | ------ | ------ | ------- | ----- | ------- | ---- | --- |
| 2019 | Kawasaki | AUS 15 | AUS 3  | AUS 3   | THA 5  | THA 5  | THA 5  | SPA 9  | SPA 7  | SPA 4   | NED 5  | NED C  | NED 8 | ITA 5 | ITA 6  | ITA C  | SPA 9  | SPA 6   | SPA 5  | ITA Ret | ITA 3  | ITA 3   | GBR 3  | GBR 3 | GBR 5   | USA Ret | USA 5 | USA 6  | POR 5  | POR 5 | POR 5  | FRA Ret | FRA 9   | FRA 7 | ARG 6  | ARG 8  | ARG 10 | QAT 5   | QAT 4 | QAT 9   | 7.º  | 281 |
| 2020 | Honda    | AUS 5  | AUS 8  | AUS 12  | SPA 10 | SPA 9  | SPA 12 | POR 12 | POR 9  | POR 13  | SPA 10 | SPA 10 | SPA 7 | SPA 7 | SPA 8  | SPA 4  | SPA 10 | SPA Ret | SPA 9  | FRA Ret | FRA 11 | FRA 13  | POR 5  | POR 8 | POR 7   |         |       |        |        |       |        |         |         |       |        |        |        |         |       |         | 10.º | 113 |
| 2021 | Honda    | SPA 8  | SPA 10 | SPA Ret | POR 12 | POR 16 | POR 12 | ITA 14 | ITA 11 | ITA Ret | GBR 6  | GBR 4  | GBR 9 | NED 8 | NED 12 | NED 10 | CZE 8  | CZE 13  | CZE 11 | SPA 13  | SPA 14 | SPA Ret | FRA 10 | FRA 9 | FRA Ret | SPA 7   | SPA 7 | SPA 11 | SPA 11 | SPA C | SPA 12 | POR 5   | POR Ret | POR 8 | ARG 10 | ARG 10 | ARG 11 | IDN DNS | IDN C | IDN DNS | 13.º | 134 |

- * Temporada en curso.

### Resultados en las 8 Horas de Suzuka
| Año  | equipo                         | Copilotos                                  | Moto                   | Pos. |
| ---- | ------------------------------ | ------------------------------------------ | ---------------------- | ---- |
| 2013 | MuSASHi RT HARC-PRO            | Takumi Takahashi Michael van der Mark      | Honda CBR1000RR        | 1.º  |
| 2014 | MuSASHi RT HARC-PRO            | Takumi Takahashi Michael van der Mark      | Honda CBR1000RR        | 1.º  |
| 2016 | Team GREEN                     | Akira Yanagawa Kazuki Watanabe             | Kawasaki Ninja ZX-10R  | 2.º  |
| 2017 | Kawasaki Team GREEN            | Kazuki Watanabe Azlan Shah Bin Kamaruzaman | Kawasaki Ninja ZX-10RR | 2.º  |
| 2018 | Kawasaki Team GREEN            | Kazuki Watanabe Jonathan Rea               | Kawasaki Ninja ZX-10RR | 3.º  |
| 2019 | Kawasaki Racing Team Suzuka 8H | Jonathan Rea Toprak Razgatlıoğlu           | Kawasaki Ninja ZX-10RR | 1.º  |

### Campeonato Británico de Superbikes

#### Por temporada
| Temp. | Moto     | Equipo               | Carreras | Victorias | Podios | Poles | V.Rap. | Pts  | Pos |
| ----- | -------- | -------------------- | -------- | --------- | ------ | ----- | ------ | ---- | --- |
| 2005  | Ducati   | Airwaves Ducati      | 26       | 3         | 11     | 3     | 1      | 350  | 4.º |
| 2006  | Ducati   | Airwaves Ducati      | 24       | 3         | 20     | 5     | 6      | 458  | 2.º |
| 2007  | Ducati   | Airwaves Ducati      | 26       | 4         | 11     | 1     | 2      | 387  | 3.º |
| 2008  | Honda    | HM Plant Honda       | 24       | 5         | 11     | 1     | 4      | 357  | 2.º |
| 2016  | Kawasaki | JG Speedfit Kawasaki | 26       | 9         | 15     | 6     | 3      | 640  | 2.º |
| 2017  | Kawasaki | JG Speedfit Kawasaki | 24       | 6         | 12     | 2     | 3      | 631  | 3.º |
| 2018  | Kawasaki | JG Speedfit Kawasaki | 26       | 15        | 21     | 5     | 10     | 699  | 1.º |
| Total |          |                      | 176      | 45        | 101    | 23    | 29     | 3522 |     |

- * Temporada en curso.

#### Carreras por año
(Clave) (negrita indica pole position) (cursiva indica vuelta rápida)

| Año  | Moto     | 1       | 1       | 2     | 2       | 3      | 3       | 4       | 4       | 5       | 5     | 6      | 6       | 7      | 7      | 8       | 8       | 9       | 9       | 9       | 10    | 10      | 11     | 11      | 12       | 12      | 12       | 13     | 13     | Pos | Pts | Ref   |
| Año  | Moto     | R1      | R2      | R1    | R2      | R1     | R2      | R1      | R2      | R1      | R2    | R1     | R2      | R1     | R2     | R1      | R2      | R1      | R2      | R3      | R1    | R2      | R1     | R2      | R1       | R2      | R3       | R1     | R2     | Pos | Pts | Ref   |
| ---- | -------- | ------- | ------- | ----- | ------- | ------ | ------- | ------- | ------- | ------- | ----- | ------ | ------- | ------ | ------ | ------- | ------- | ------- | ------- | ------- | ----- | ------- | ------ | ------- | -------- | ------- | -------- | ------ | ------ | --- | --- | ----- |
| 2005 | Ducati   | BHI Ret | BHI 4   | THR 4 | THR 7   | MAL 3  | MAL 5   | OUL 4   | OUL 1   | MOP Ret | MOP 2 | CRO 6  | CRO Ret | KNO 5  | KNO 5  | SNE 2   | SNE Ret | SIL 2   | SIL 3   |         | CAD 6 | CAD 1   | OUL 4  | OUL 4   | DON 3    | DON 2   |          | BHGP 2 | BHGP 1 | 4.º | 350 | [ 1 ] |
| 2006 | Ducati   | BHI Ret | BHI 2   | DON 3 | DON 2   | THR 2  | THR 2   | OUL 3   | OUL 7   | MOP C   | MOP C | MAL 2  | MAL 2   | SNE 2  | SNE 2  | KNO 3   | KNO 3   | OUL 2   | OUL 3   |         | CRO 4 | CRO 1   | CAD 2  | CAD 1   | SIL Ret  | SIL 3   |          | BHGP 2 | BHGP 1 | 2.º | 458 | [ 2 ] |
| 2007 | Ducati   | BHGP 6  | BHGP 4  | THR 6 | THR 6   | SIL 6  | SIL 5   | OUL 2   | OUL 2   | SNE 3   | SNE 5 | MOP 1  | MOP 4   | KNO 3  | KNO 2  | OUL 4   | OUL 4   | MAL 3   | MAL 2   |         | CRO 5 | CRO 6   | CAD 1  | CAD Ret | DON 1    | DON 1   |          | BHI 4  | BHI 5  | 3.º | 387 | [ 3 ] |
| 2008 | Honda    | THR 4   | THR Ret | OUL 2 | OUL Ret | BHGP 4 | BHGP 6  | DON 2   | DON 2   | SNE 5   | SNE 5 | MAL 2  | MAL 6   | OUL 4  | OUL 4  | KNO Ret | KNO 1   | CAD 1   | CAD 1   |         | CRO 2 | CRO 1   | SIL 11 | SIL 1   | BHI 4    | BHI 2   |          |        |        | 2.º | 357 | [ 4 ] |
| 2016 | Kawasaki | SIL Ret | SIL 5   | OUL 1 | OUL 3   | BHI 1  | BHI 3   | KNO 1   | KNO 6   | SNE 5   | SNE 4 | THR 13 | THR 5   | BHGP 2 | BHGP 2 | CAD 2   | CAD 1   | OUL 1   | OUL 1   | OUL 1   | DON 2 | DON Ret | ASS 1  | ASS 1   | BHGP Ret | BHGP 5  | BHGP 4   |        |        | 2.º | 640 | [ 5 ] |
| 2017 | Kawasaki | DON 1   | DON 1   | BHI 2 | BHI 3   | OUL 1  | OUL Ret | KNO DNS | KNO DNS | SNE 4   | SNE 8 | BHGP 3 | BHGP 5  | THR 7  | THR 3  | CAD 1   | CAD Ret | SIL Ret | SIL Ret | SIL Ret | OUL 1 | OUL 2   | ASS 1  | ASS 3   | BHGP 4   | BHGP 10 | BHGP Ret |        |        | 3.º | 631 |       |
| 2018 | Kawasaki | DON 9   | DON 2   | BHI 4 | BHI 1   | OUL 1  | OUL 1   | SNE 1   | SNE 1   | KNO 2   | KNO 1 | BHGP 3 | BHGP 3  | THR 1  | THR 4  | CAD 1   | CAD 1   | SIL 1   | SIL 1   | SIL 1   | OUL 3 | OUL 2   | ASS 1  | ASS 1   | BHGP 6   | BHGP 1  | BHGP 6   |        |        | 1.º | 699 |       |

- * Temporada en curso.